# Фарибурз II
Фарибурз II (1200—1204) — Ширваншах Ширвана.
Осталось очень мало сведений о Ширваншахе Фарибурзе II. На монетах отчеканенных в период его правления подчеркивается независимость государства Ширваншахов от сельджуков.